# Владимир Костов (писател)
 Тази статия е за писателя от Република Македония.  За българския журналист вижте Владимир Костов.  
Владимир Костов (на македонска литературна норма: Владимир Костов) е писател, романист, новелист и драматург, от Северна Македония, почетен член на Македонската академия на науките и изкуствата от 2016 година.

## Биография
Роден е в 1932 година в Битоля, тогава в Кралство Югославия. Основно образование и гимназия завършва в родния си град. От 1951 година учи югославска книжовност във Философския факултет на Скопския университет. След завършването си в 1955 година започва работа като артист в Радио драмата на Радио Скопие. От 1956 година преподава македонски език във ветеринарното училище в Битоля. В 1964 година е избран за професор в Педагогическата академия в Битоля, където работи до своето пенсиониране.
Занимава се с изследване на езика и сред трудовете му в тази област са: „Отстапување на Битолскиот говор и неговиот стил“, „Поетскиот јазик на К. Рацин“, „Зборникот на Миладиновци и Рациновите Бели мугри“, „Личните заменки во Битолскиот градски говор“.
Още в гимназията започва да пише, предимно проза и първият му публикуван роман е „Лица со маски“ (1967 г.). Пише и разкази, драми и проза за деца. Произведенията му са тематично обвързани с Битоля и Битолско. Автор е и на театрална критика, есета и литературни анализи. Много от произведенията му са драматизирани.
Костов е сред основателите на Културно-художественото дружество „Илинден“ в 1957 година в Битола и негов дългогодишен художествен ръководител. Сред основателите е и на литературното списание „Развиток“ в 1963 година, на което е дългогодишен главен и отговорен редактор. В 1977 година става член на Дружеството за наука и изкуство – Битоля, в 1983 година на Дружеството на писателите на Македония, а в 1988 година на Асоциациата на независимите писатели на Македония.
Носител е на наградата на град Битола „4-ти ноември“ за цялостно творчество, „11 октомври“ (1984), на „1 май“ „Ванчо Николески“ (1997) и „Рациново признание“ (1999).